# 핑시선
핑시선(중국어 정체자: 平溪線, 병음: Píng xī xiàn, 한자음: 평계선)은 대만 신베이시 루이팡 구의 싼댜오링 역에서 핑시 구의 징퉁 역에 이르는 대만 철도 관리국의 철도 노선이다.

## 운행 형태
- 구간차(區間車)

## 차량
- 구간차, 구간쾌차

## 역 목록
| 087 | 싼댜오링 | 三貂嶺 | Sandiaoling | 이란 선 |
| 231 | 다화     | 大華   | Dahua       |         |
| 232 | 스펀     | 十分   | Shifen      |         |
| 233 | 왕구     | 望古   | Wanggu      |         |
| 234 | 링자오   | 嶺腳   | Lingjiao    |         |
| 235 | 핑시     | 平溪   | Pingxi      |         |
| 236 | 징퉁     | 菁桐   | Jingtong    |         |

## 같이 보기
- 대만의 철도
- 대만 철로 관리국